# Sincha Bessunha
Sincha Bessunha (również Bessunha) – wieś w Gwinei Bissau, w regionie Oio.